# Lepthyphantes nitidior
Lepthyphantes nitidior là một loài nhện trong họ Linyphiidae.
Loài này thuộc chi Lepthyphantes. Lepthyphantes nitidior được Eugène Simon miêu tả năm 1929.